# Jeux paralympiques d'été de 2028
Les Jeux paralympiques d’été de 2028, officiellement XVIIIes Jeux paralympiques d’été, se dérouleront à Los Angeles aux États-Unis. La ville hôte de ces jeux olympiques et paralympiques a été élue le 13 septembre 2017 à Lima au Pérou, lors de la 131e session du Comité international olympique.
Ce sera la première fois que la ville organisera les Jeux paralympiques, les Jeux paralympiques d'été de 1984 ayant eu lieu à Stoke Mandeville et à New York contrairement aux Jeux olympiques d'été de 1984 qui étaient accueillis par Los Angeles.

## Organisation institutionnelle
Dans le cadre d'un accord formel entre le Comité international paralympique et le Comité international olympique (CIO), établi pour la première fois en 2001, le vainqueur de l'enchère pour les Jeux olympiques d'été 2028 doit également accueillir les Jeux paralympiques d'été 2028.
En raison des préoccupations suscitées par le retrait de plusieurs villes dans le processus d'enchères pour les Jeux olympiques d'hiver 2022 et les Jeux olympiques d'été 2024, une procédure visant à attribuer simultanément les Jeux de 2024 et 2028 aux deux dernières villes encore en lice pour les Jeux olympiques d'été 2024, à savoir Los Angeles et Paris, a été approuvée lors d'une session extraordinaire du CIO le 11 juillet 2017 à Lausanne. Paris était considérée comme la ville hôte préférée pour les Jeux de 2024. Le 31 juillet 2017, le CIO a annoncé que Los Angeles serait la seule candidate pour les Jeux de 2028, laissant Paris être confirmée en tant qu'hôte des Jeux de 2024. Les deux décisions ont été ratifiées lors de la 131e session du CIO le 13 septembre 2017.

## Logo
Les emblèmes des Jeux olympiques et paralympiques de 2028 ont été dévoilés le 1er septembre 2020, mettant en vedette un "A" interchangeable reflétant la diversité culturelle de Los Angeles,,.

## Compétition

### Sports au programme
Les 22 sports présents à Paris sont reconduits à Los Angeles ; en août 2022, 33 sports avaient été proposés pour intégrer la compétition avec comme sports nouveaux le bras de fer, l'escalade, le football CP, le golf, le karaté, la para-danse, le football en fauteuil roulant, la voile, le surf et le handball en fauteuil roulant. En outre, la World ParaVolley avait également présenté une demande pour que le beach ParaVolley soit inclus.
À la suite de l'évaluation complète, l'International Paralympic Committee (IPC) a accordé au comité d'organisation l'opportunité d'inclure le para-escalade ou le para-surf, des sports qui n'avaient jamais été présentés auparavant aux Jeux paralympiques. En juin 2024, le para-surf est finalement écarté par le comité d'organisation pour des raisons de coût ; plusieurs surfeurs américains dont Josh Bogle, Victoria Feige ou Kelly Slater lancent une pétition pour que le COJOP revienne sur cette décision.
En juin 2024, l'IPC valide l'introduction du para-escalade
| - Athlétisme - Aviron - Parabadminton - Basket-ball en fauteuil roulant (2) - Boccia - Canoë sprint - Cyclisme - Équitation (dressage) - Para-escalade - Escrime fauteuil | - Football à 5 (1) - Goalball (2) - Dynamophilie - Judo - Natation - Rugby-fauteuil (1) - Para-taekwondo | - Tennis de table - Tennis-fauteuil (6) - Tir à l'arc - Tir - Para-triathlon - Volley-ball (2) - Para-football 7 |

### Sites
L'université de Californie à Los Angeles accueillera le village olympique.
| Lieu                             | Site d'épreuves               | Utilisation                          | Capacité               | Statut               |
| -------------------------------- | ----------------------------- | ------------------------------------ | ---------------------- | -------------------- |
| Downtown Los Angeles Sports Park | Los Angeles Memorial Coliseum | Athlétisme                           | 93 000                 | Existant             |
| Downtown Los Angeles Sports Park | Los Angeles Memorial Coliseum | Cérémonies d'ouverture et de clôture | 93 000                 | Existant             |
| Downtown Los Angeles Sports Park | Dedeaux Field (USC)           | Natation                             | 20 000                 | Existant             |
| Downtown Los Angeles Sports Park | Galen Center (USC)            | Badminton                            | 10 300                 | Existant             |
| Downtown Los Angeles Sports Park | Galen Center (USC)            | Judo                                 | 10 300                 | Existant             |
| Downtown Los Angeles Sports Park | Galen Center (USC)            | Taekwendo                            | 10 300                 | Existant             |
| Downtown Los Angeles Sports Park | Convention Center             | Goalball                             |                        | Existant             |
| Downtown Los Angeles Sports Park | Convention Center             | Boccia                               |                        | Existant             |
| Downtown Los Angeles Sports Park | Convention Center             | Escrime en fauteuil                  |                        | Existant             |
| Downtown Los Angeles Sports Park | Convention Center             | Rugby fauteuil                       |                        | Existant             |
| Downtown Los Angeles Sports Park | Convention Center             | Tennis de Table                      |                        | Existant             |
| Downtown Los Angeles Sports Park | Peacock Theater               | Haltérophilie                        | 7 000                  | Existant             |
| Downtown Los Angeles Sports Park | USC Village                   | Village des médias                   | -                      | Existant             |
| Downtown Los Angeles Sports Park | Grand Park                    | Marathon                             | 5 000                  | Existant             |
| Downtown Los Angeles Sports Park | Grand Park                    | Cyclisme sur route                   | 5 000                  | Existant             |
| Valley Sports Park               | Sepulveda Basin Park          | Sports équestres                     | 15 000                 | Structure temporaire |
| Valley Sports Park               | Sepulveda Basin Park          | Tir                                  | 3 000                  | Structure temporaire |
| South Bay Sports Park            | Dignity Health Sports Park    | Tennis                               | 10 000 (court central) | Existant             |
| South Bay Sports Park            | Dignity Health Sports Park    | Football à 5                         | 15 000                 | Existant             |
| South Bay Sports Park            | VELO Sports Center            | Cyclisme sur piste                   | 6 000                  | Existant             |
| Long Beach Sports Park           | Front de mer de Long Beach    | Para-triathlon                       | 2 000                  | Existant             |
| Long Beach Sports Park           | Lac Perris                    | Para-canoë                           | 12 000                 | Existant             |
| Long Beach Sports Park           | Lac Perris                    | para-aviron                          | 12 000                 |                      |
| Southern California              | Honda Center                  | Volley-ball assis                    | 18 000                 | Existant             |
| Southern California              | Universal Studios Hollywood   | Centre des médias (MPC/IBC)          | -                      | Existant             |
| Zone Los Angeles ouest           | Pauley Pavilion (UCLA)        | Village olympique                    | N/A                    | Existant             |
| Zone Los Angeles ouest           | SoFi Stadium                  | Tir à l'arc                          | 8 000                  | Existant             |

## Tableau des médailles
Le tableau suivant présente les quinze premières nations au classement des médailles de leurs athlètes:
- Pays organisateur (États-Unis)

| Rang | Nation     | Or | Argent | Bronze | Total |
| ---- | ---------- | -- | ------ | ------ | ----- |
| 1    | États-Unis |    |        |        |       |